# Черепашки-ніндзя (мультсеріал, 2012) (2 сезон)
Другий сезон Черепашок-ніндзя виходив в ефір на каналі Nickelodeon з 12 жовтня 2013 року до 26 вересня 2014 року в США.

## Історія створення
2 жовтня 2012 року Nickelodeon замовив другий сезон Черепашок-ніндзя.
Виконавчий продюсер Сіро Нієлі підтвердив, що Мутагеноїд гратиме велику роль у другому сезоні, а також, що для годинного епізоду запросять особливих акторів, які колись озвучували перших Черепашок-ніндзя (Кем Кларк, Тоунсенд Колман, Баррі Гордон і Роб Полсен ). вони зіграють камео.
Корі Фелдман (який озвучував Донателло у першому та третьому фільмах) був затверджений на роль Слеша. Персонал Кейсі Джонс, що з'явився в другому сезоні, озвучується Джошом Пеком.
Джейсон Біггз перестав озвучувати Леонардо після 19-ї серії 2 сезони і був тимчасово замінений Домініком Катрамбоном. Сет Грін почав озвучувати Леонардо на початку 3 сезону.

## Акторський склад

### Головні ролі
- Джейсон Біггз / Домінік Катрамбон - Леонардо (26 серій)
- Шон Астін - Рафаель (26 серій)
- Грег Сайпс - Мікеланджело (26 серій)
- Роб Полсен - Донателло, Рафаель з 80-х (26 серій)

### Повторювані ролі
- Хун Ли — Хамато Йоши / Сплинтер (20 серий)
- Мэй Уитман — Эйприл О’Нил (17 серий)
- Нолан Норт — Крэнги, Ланк (16 серий)
- Джош Пек — Кейси Джонс (14 серий)
- Кевин Майкл Ричардсон — Ороку Саки / Шреддер (11 серий)
- Брайан Блум[en] — Капитан Дэш Кулстар (8 серий)
- Келли Ху — Караи (8 серий)
- Эрик Бауза[en] — Тигриный Коготь (7 серий)
- Скотт Менвилль — Доктор Блип (7 серий)
- Клэнси Браун — Осторозуб / Рахзар (6 серий)
- Кейт Микуччи — Ирма (6 серий)
- Кристиан Ланц — Саблезуб (5 серий)
- Кит Силверштейн[en] — Кирби О’Нил (5 серий)
- Розанна Барр — Главный Крэнг (4 серии)
- Філ Ламарр — Бакстер Стокман / Стокман-Муха (4 серии)
- Кори Фельдман — Слэш (3 серии)
- Эндрю Кишино[en] — Фонг, Сид (2 серии)
- Питер Лури[en] — Кожеголовый (2 серии)
- Джим Мескимен — Карлос Чанг О’Брайн Гамбе (2 серии)
- Сиро Ниели — Доставщик Пиццы (2 серии)
- Фред Татаскьор[en] — Иван Стеранко, Гриб Гигант (2 серии)
- Роберт Форстер — Джек Куртцман (2 серии)

### Гостьові ролі
- Льюїс Блек[en] - Паукус
- Баррі Гордон - Донателло з 80-х
- Гілберт Готфрід - Верховний Кренг
- Джон Дімаджіо - Піцаликий
- Таунсенд Колман[en] - Мікеланджело з 80-х
- Кем Кларк - Леонардо з 80-х
- Джеффрі Комбс - Щурячий Король
- Кассандра Петерсон - Міс Кемпбелл
- Пол Рубенс - Сер Малахай
- Джеймс Сі - Цой
- Саб Симоно[en] - Муракамі.
- Роджер Крейг Сміт[en] - Мутагеноїд
- Дж. Б. Смув - Антон Зек
- Денні Трехо - Нейтритон
- Кері Уолгрен - Джоан Гроді
- Джеймс Хонг - Хо Чан

## Епізоди
| № загальний | № у сезоні | Назва серії                                                                  | Режисер                                            | Автор сценарію                           | Прем'єра в США         | Вироб. код | Глядачі США (мільйони) |
| --- | ---------- | ---------------------------------------------------------------------------- | -------------------------------------------------- | ---------------------------------------- | ---------------------- | ---------- | ---------------------- |
| 27 | 1          | «The Mutation Situation» «Ситуація із мутацією»                              | Sebastian Montes и Ciro Nieli                      | Brandon Auman                            | 12 жовтня 2013 року    | 201        | 2.68                   |
| Місія черепашок зі зупинки доставки мутагена Кренгів до Шреддера закінчується тим, що каністри з мутагеном розкидаються по всьому місту. Одна з них потрапляє в Кірбі О'Ніла, мутуючи його у вампірову кажан. Засмучена у своїх друзях, Ейпріл йде з команди черепашок. |            |                                                                              |                                                    |                                          |                        |            |                        |
| 28 | 2          | «Invasion of the Squirellanoids» «Белконоїдна інвазія»                       | Michael Chang                                      | Todd Garfield                            | 19 жовтня 2013 року    | 203        | 2.61                   |
| Під час пошуку каністр з мутагеном, черепашки виявляють білку, яка залізла в глотку бездомної людини. Після того, як черепашки приносять його додому і досліджують, вони дізнаються про шокуючу правду про те, що білки розмножуються в шлунках, а потім збігають. |            |                                                                              |                                                    |                                          |                        |            |                        |
| 29 | 3          | «Follow the Leader» «Следуй за лидером»                                      | Alan Wan                                           | Eugene Son                               | 2 листопада 2013 року  | 202        | 2.49                   |
| Шреддер їде до Японії, щоб зібрати нову армію і залишає Караї за головну. Леонардо має серйозні проблеми з братами щодо його лідерства, але коли Караї бере його в полон, інші повинні знайти спосіб врятувати Леонардо і зрозуміти як перемогти фут-клановців. |            |                                                                              |                                                    |                                          |                        |            |                        |
| 30 | 4          | «Mutagen Man Unleashed» «Мутагеноїд на волі»                                 | Sebastian Montes                                   | Kevin Burke и Chris "Doc" Wyatt          | 9 листопада 2013 року  | 204        | 2.67                   |
| Донни начинает сильно ревновать Эйприл к ученику школы, Кейси Джонсу, и он рассказывает все свои печали Тимати. Мутировавший Пульверизатор поглощает экспериментальный мутаген, что приводит к тому, что у него формируются ноги и руки и он становится «Мутагеноидом», затем сбегает, чтобы найти Эйприл. |            |                                                                              |                                                    |                                          |                        |            |                        |
| 31 | 5          | «Mikey Gets Shellacne» «Майкі у прищах»                                      | Alan Wan                                           | Thomas Krajewski                         | 16 листопада 2013 року | 205        | 2.67                   |
| Мікеланджело грає зі зразками ретро-мутагена і це призводить до появи небезпечних прищів, що виходять з-під контролю. Черепашки вирушають до уламків ВИТКИ, щоб знайти молекулярну центрифугу, щоб створити антидот для Майки, але зустрічають там Бакстера Стокмана. Без центрифуги не буде антидоту і Майки буде приречено. Він робить все, щоб знайти центрифугу і це призводить до бою з Острозубом, який мутує в мутанта-перевертня, супер-мутанта "Рахзара".                                                                                     |            |                                                                              |                                                    |                                          |                        |            |                        |
| 32 | 6          | «Target: April O'Neil» «Мета: Ейпріл О'Ніл»                                  | Michael Chang                                      | Nicole Dubuc                             | 23 листопада 2013 року | 206        | 2.54                   |
| Кренги та Караї продовжують їхнє полювання за Ейпріл. Після того, як Ейпріл накликала багато бід на своїх друзів, вона повинна подолати свою злість до черепашок і повернутися до команди. |            |                                                                              |                                                    |                                          |                        |            |                        |
| 33 | 7          | «Slash and Destroy» «Круши і знищуй»                                         | Sebastian Montes                                   | Gavin Hignight                           | 30 листопада 2013 року | 207        | 2.51                   |
| Після того, як домашня черепашка Рафаеля Спайк п'є мутаген, він мутує у величезну черепаху-мутанта і змінює собі ім'я на «Слеш». Він пропонує Рафу сформувати нову команду і боротися пліч-о-пліч і Раф погоджується. Насправді справжні мотиви Слеша — це знищення Лео, Донні та Майки. |            |                                                                              |                                                    |                                          |                        |            |                        |
| 34 | 8          | «The Good, the Bad, and Casey Jones» «Хороший, поганий, і Кейсі Джонс»       | Michael Chang                                      | Johnny Hartmann                          | 2 лютого 2014 року     | 209        | 2.69                   |
| Кейсі Джонс обіцяє своєму місту Нью-Йорку захищати його від нападів ніндзя та мутантів. У результаті Кейсі зустрічає Рафаеля (який був у поганому настрої) і оскільки Рафаель і ніндзя та мутант, Кейсі бачить у ньому загрозу. Кейсі переслідує Рафа до лігва і виявляє там Сплінтера, решту черепашок, а також його подругу Ейпріл. Не підозрюючи про це, Кейсі привів за собою фут-ботів у лігво черепашок. Кейсі і Раф повинні примиритися, поки місцезнаходження лігва не впізнав ворог.                                                          |            |                                                                              |                                                    |                                          |                        |            |                        |
| 35 | 9          | «The Kraang Conspiracy» «Змова Кренга»                                       | Alan Wan                                           | Brandon Auman                            | 9 лютого 2014 року     | 208        | 2.87                   |
| Ейпріл відчуває себе віддаленою від команди і вирішує піти з черепашками на місію з дослідження новоствореного ІТКИ. Під час місії Ейпріл дізнається більше про своє минуле від таємничої людини. |            |                                                                              |                                                    |                                          |                        |            |                        |
| 36 | 10         | «Fungus Humungous» «Гуманний гриб»                                           | Sebastian Montes                                   | Mark Henry                               | 16 лютого 2014 року    | 210        | 2.81                   |
| Після того, як мутовані гриби поширюються по каналізації, їх пори змушують черепашок, Ейпріл і Кейсі відчувати їх найгірші страхи. Леонардо має подолати свій найгірший страх – втратити команду – і перемогти головного гриба. |            |                                                                              |                                                    |                                          |                        |            |                        |
| 37 | 11         | «Metalhead Rewired» «Повернення Металевої Голови»                            | Alan Wan                                           | Peter Di Cicco                           | 23 лютого 2014 року    | 211        | 2.66                   |
| Донні модернізує Металеву Голову, додаючи йому нові можливості в програму, внаслідок чого черепашки починають хвилюватися щодо нього. У цей же час черепашки повинні протистояти Кренгам, які викрадають мутантів, щоб потім контролювати їх. |            |                                                                              |                                                    |                                          |                        |            |                        |
| 38 | 12         | «Of Rats and Men» «О щурах та людях»                                         | Sebastian Montes                                   | Todd Garfield                            | 2 березня 2014 року    | 212        | 2.7                    |
| Коли Щурячий Король повертається, Сплінтер повинен подолати його страх перед ним, щоб перемогти. Мікеланджело приносить у лігво кішку, яка пізніше їсть морозиво, змішане з мутагеном, і мутує в кішку морозиво. |            |                                                                              |                                                    |                                          |                        |            |                        |
| 39 | 13         | «The Manhattan Project» «Манхеттенський проект»                              | Michael Chang и Alan Wan                           | Brandon Auman и John Shirley             | 14 березня 2014 року   | 997        | 2.36                   |
| Коли Шреддер повертається з Японії з новим союзником, який мутував Бенгальським тигром на ім'я Тигриний Коготь, Лео потребує допомоги Сплінтера. У той же час, Донні повинен відкласти убік недобре ставлення до Кейсі і з'ясувати, що викликає часті землетруси в Нью-Йорку. |            |                                                                              |                                                    |                                          |                        |            |                        |
| 40 | 14         | «Wormquake!» «Черветрус!»                                                    | Michael Chang и Alan Wan                           | Brandon Auman и John Shirley             | 14 березня 2014 року   | 997        | 2.36                   |
| Коли Шреддер повертається з Японії з новим союзником, який мутував Бенгальським тигром на ім'я Тигриний Коготь, Лео потребує допомоги Сплінтера. У той же час, Донні повинен відкласти убік недобре ставлення до Кейсі і з'ясувати, що викликає часті землетруси в Нью-Йорку. |            |                                                                              |                                                    |                                          |                        |            |                        |
| 41 | 15         | «Mazes & Mutants» «Лабіринти та мутанти»                                     | Michael Chang                                      | Eugene Son                               | 27 квітня 2014 року    | 215        | 2.67                   |
| Черепашки намагаються розслабитися, граючи в рольову гру, яка називається «Лабіринти і мутанти», але гра стає реальністю, коли домашній горобець, що мутував, посилає черепашок в гру, де їм належить пройти через лабіринт, перемогти дракона і врятувати принцес. |            |                                                                              |                                                    |                                          |                        |            |                        |
| 42 | 16         | «The Lonely Mutation of Baxter Stockman» «Самотня мутація Бакстера Стокмана» | Sebastian Montes                                   | Brandon Auman                            | 4 травня 2014 року     | 216        | 2.32                   |
| Донні нарешті закінчує ретро-мутаген, який має перетворити Кірбі назад на людину. Бакстер Стокман мутує у муху через те, що провалив спроби створити ідеальну армію мутантів для Шреддера. Дізнавшись про ретро-мутаген, Бакстер бере Ейпріл у заручники і обіцяє звільнити її замість мутагена. |            |                                                                              |                                                    |                                          |                        |            |                        |
| 43 | 17         | «Newtralized!» «Нейтритон»                                                   | Alan Wan                                           | Gavin Hignight                           | 11 травня 2014 року    | 217        | 2.03                   |
| Між Рафом і Кейсі виникає проблема через те, що Кейсі не здатний боротися з серйознішими мутантами. Все стає ще гірше, коли Кейсі та Раф знайомляться з новим другом Слеша Нейтритоном. |            |                                                                              |                                                    |                                          |                        |            |                        |
| 44 | 18         | «Pizza Face» «Піца фейс»                                                     | Sebastian Montes                                   | Kevin Burke и Chris "Doc" Wyatt          | 18 травня 2014 року    | 219        | 2.29                   |
| Коли піца, що ожила, починає зомбувати людей, у тому числі Ейпріл, Сплінтера, Лео, Рафа і Донні, Майкі повинен знайти спосіб як зупинити їх лідера, піцу-пепероні з грибами на ім'я Піццелікій. Примітка: У цьому епізоді Леонардо озвучує Домінік Катрамбон, натомість Джейсона Біггза. |            |                                                                              |                                                    |                                          |                        |            |                        |
| 45 | 19         | «The Wrath of Tiger Claw» «Гнів Тигриного Кігтя»                             | Michael Chang                                      | Christopher Yost                         | 8 червня 2014 року     | 218        | 2.30                   |
| Тигриний Кіготь повертається і збирається за допомогою Караї з'ясувати, де знаходиться лігво черепашок і помститися їм. Їхній план провалюється, коли Караї дізнається правду про те, що вона насправді давно втрачена дочка Сплінтера Міва. Вона відвертається від Шреддера та Фут Клана. На жаль для Караї, Шреддер ловить її і замикає в камері. Примітка: Джейсон Біггз востаннє озвучує Леонардо. |            |                                                                              |                                                    |                                          |                        |            |                        |
| 46 | 20         | «The Legend of the Kuro Kabuto» «Легенда о Куро Кабуто»                      | Alan Wan                                           | Doug Langdale                            | 15 червня 2014 року    | 220        | 1.87                   |
| Лео намагається вмовити братів піти на місію з порятунку Караї. У цей час Антон Зек, найнятий Іваном Стеранком, краде шолом Шреддера, Куро Кабуто. Пізніше черепашки отримують Куро Кабуто і вирішують використовувати його як обмін на Караї. Примітка: Леонардо озвучується Домініком Катрамбоном останні шість епізодів сезону. |            |                                                                              |                                                    |                                          |                        |            |                        |
| 47 | 21         | «Plan 10» «План 10»                                                          | Michael Chang                                      | Henry Gilroy                             | 22 червня 2014 року    | 221        | 2.13                   |
| Коли Рафаель змінюється мізками з Кренгом за допомогою їх нової зброї, він повинен знайти спосіб повернутися у своє тіло перед тим, як «План 10» почне свою дію. |            |                                                                              |                                                    |                                          |                        |            |                        |
| 48 | 22         | «Vengeance is Mine» «Помста»                                                 | Sebastian Montes                                   | Peter Di Cicco                           | 29 червня 2014 року    | 222        | 2.17                   |
| Лео йде на порятунок Караї, незважаючи на попередження Сплінтера. Після того, як місія пройшла успішно, Караї вирішує повернутися і розібратися зі Шреддером за те, що він убив її матір і стільки часу брехав їй, але речі набувають несподіваного обороту. Караї випадково падає в чан з мутагеном, який мутує її в зміє-подібне створення, яке позбавляє її свідомості. |            |                                                                              |                                                    |                                          |                        |            |                        |
| 49 | 23         | «A Chinatown Ghost Story» «Історія привидів з Чайнатауна»                    | Alan Wan                                           | Randolph Heard                           | 12 вересня 2014 року   | 223        | 1.33                   |
| Пурпурні Дракони звільняють злий дух Хо Чана з династії Шан. Він викрадає Ейпріл та її однокласницю Ірму, і планує висмоктати з них життєві сили. Донні та Кейсі повинні об'єднатися, щоб врятувати Ейпріл та Ірму, а також Лео, Рафа та Майкі, яких контролює привид. |            |                                                                              |                                                    |                                          |                        |            |                        |
| 50 | 24         | «Into Dimension X!» «У вимір X!»                                             | Sebastian Montes                                   | Doug Langdale                            | 19 вересня 2014 року   | 224        | 1.70                   |
| Після отримання повідомлення від Кожеголового з Виміра X, Майкі проходить через портал, щоб врятувати його. Слідом за ним вирушають його брати. |            |                                                                              |                                                    |                                          |                        |            |                        |
| 51–52 | 25–26      | «The Invasion» «Вторгнення»                                                  | Michael Chang (1-а частина) Alan Wan (2-а частина) | Brandon Auman John Shirley (2-а частина) | 26 вересня 2014 року   | 225        | 1.63                   |
| 1-а частина: Для останньої спроби помсти Сплінтеру та його синам Шреддер об'єднується з Кренгамі і останні починають вторгнення. Кренгі влаштовують атаку на Нью-Йорк, а Донні та Лео сперечаються про способи зупинити вторгнення. 2-а частина: Будинок черепашок виявився знищений Ірмою, яка насправді виявилася Кренгом. Мутаген був доопрацьований Кренгамі. Черепашки, Ейпріл та Кейсі повинні вижити в Нью-Йорку в самий пік вторгнення. Лео йде віч-на-віч з армією Шреддера, у той час як Кожеголовий і Сплінтер борються зі Шреддером самим. |            |                                                                              |                                                    |                                          |                        |            |                        |